# Agrostophyllum atrovirens
Agrostophyllum atrovirens är en orkidéart som beskrevs av Johannes Jacobus Smith. Agrostophyllum atrovirens ingår i släktet Agrostophyllum och familjen orkidéer. Inga underarter finns listade i Catalogue of Life.